# 内藤尚行
内藤 尚行 (ないとう なおゆき、1968年7月24日 - )は、愛知県豊川市出身の元プロ野球選手（投手）・監督、解説者・タレント。
現在は「ギャオス内藤」の芸名で活動しており、リクコーポレーション所属。「ギャオス」とは「ガメラシリーズ」に登場する怪獣の名前であり、内藤のニックネームとしての由来も「怪獣映画（に登場する怪獣）のように雄たけびを上げる」からだとされている。

## 経歴

### 現役時代
小学校時代はソフトボールの選手で外野手であったが、母親が「ウチの子にも投手をさせて」とコーチに頼み込み転向し、以来投手一筋となった。中学時代は清水宏臣と同級生で、2年生までは清水がエースとして背番号1を着用していたが、3年生になってからは内藤が新たなエースとして背番号1を背負った。
高校進学時は愛知私学4強の1つ東邦高校の練習に参加したが、当時の阪口慶三監督にあまり評価されずにその反骨心から地元・豊川高校を選んだ。また清水も内藤への雪辱の思いから内藤と同じ豊川高校からの勧誘を拒否し、県立小坂井高校へ進学した。進学後は2学年上に阪急ブレーブスにドラフト1位で指名される白井孝幸がおり、県内には同学年の近藤真一（享栄高校）がいたことでプロ野球スカウトの目に留まる機会が多かったという。3年夏の県大会1回戦で5回参考記録ながらノーヒットノーランを達成。白井の弟康勝は同期だが、高校時代は内藤がエースで白井は外野手兼控え投手であった。この頃からタレント志向は強く、アイドルの振り付けや歌などが得意であった。早朝に実家の周囲を毎日ジョギングしていたが、コースの途中に工事現場で資材が積んで置いてあるその上をステージに見立てて、毎日田原俊彦や近藤真彦などの歌の振り付けの練習を欠かさず行っていたという。プロに入りたい気持ちも強く、訪問するスカウトにも猛アピールしていた。2年次の1985年秋には明治神宮大会に出場し、1回戦で松商学園に0-1で惜敗したのが目立った成績で、甲子園出場はかなわなかった。
ドラフト前から同郷である近藤より先に一軍に上がることを目標にトレーニングを続け、1986年のドラフト3位でヤクルトスワローズに入団。同期に土橋勝征、飯田哲也らがいるが、飯田が2004年に挙式を上げた際の立会人は内藤が担当した。ドラフトで指名されてからは開幕一軍を目標に、ユマでの一軍・二軍合同キャンプに参加。キャンプに出発する際、「チームのみなさんに挨拶代わりに配るため」と愛知県人で見栄っ張りな母から出会った人に渡すように言われた地元の名産「ヤマサちくわ」を持っていたが、神宮のクラブハウスには誰もおらず、仕方がないので居合わせた報道陣にこのちくわを渡すことになり、不思議がられる。大詰めを迎えたユマキャンプの紅白戦で一軍相手に登板し、1イニングを3人で仕留めた。先頭打者の玄岡正充に高めに大きく外れるボール球を2球続け、緊張している様子であったが、これで気持ちが楽になった。3球目を詰まらせて中飛に打ち取ると、若松勉にはスライダーを2球続け、カウント1-1から自慢のストレートを投げた。若松はやや振り遅れて打球はショートへの平凡なゴロに終わり、二死後はレオン・リーで1－1からの3球目に外角低めのストレートを投じるが、強引に引っ張ったレオンの打球は、角富士夫への正面のゴロに終わる。内藤は僅か8球で、ヤクルトの主力クラスの打者を手玉に取る上々のデビューを飾り、新任の関根潤三監督は「いい度胸しているね。高校生だし、まだまだだけど真っ直ぐに力がある。抑えでも使えるね」と口元を綻ばせた。内藤自身は「内容は70点の出来。最初の2球、力んでいましたから。それに100点と思ったら進歩がありませんから」と優等生の答えを口にしたが、そのすぐ後に「あれっ、けっこうキザなこと言っちゃった」と舌を出し、憎めない性格をそのまま出した。元々高校生の時からよく声を出すタイプで、プロでもその癖が抜けず、初日にたまたまブルペン捕手が盛り上げ上手であったためつい調子に乗ってしまい、同じくブルペンで投げていた荒木大輔が我慢できずに退出して報道陣に愚痴をこぼすほどであった。このこともあって変な奴がいると話題になり、キャンプイン後も先輩に可愛がられた。大きな身体に、大きな顔、靴のサイズが30cmから最初に付いたニックネームが「フランケン」であったが、ブルペンで投げるたびに雄叫びを上げるため、首脳陣が「ギャーオ」と呼び、それが変じて「ギャオス」となり、引退後も芸名として使用している。初日に「プロの練習はなんて易しいんだ。これなら中学の時のほうがよっぽど辛いじゃないか。」と感じるなど、気持ちを込めて自主トレーニングをしていたこともあり、開幕一軍を手にする。
1988年からはリリーフとして活躍し、8月19日の阪神戦（神宮）に3番手で登板して5回を1安打無失点抑え初勝利を挙げる。
1989年もリリーフ中心で起用され、初の2桁となる12勝8セーブを挙げた。また、オールスターゲームにも出場を果たした。
1990年に野村克也が監督に就任するが、当時野村について内藤は「ノムさんは現役時代の成績を見れば、ものすごい選手というのは間違いない。ただ当時は評論家のイメージが強かったのでどんな監督なのか」と思った。同年の春季キャンプで毎晩ミーティングを実施することにつき取材を受けた際、「ミーティングになると眠くなっちゃうんです」と発言。その番組を見ていた野村が「ミーティングで眠くなる?なあ、内藤」と名指しで言われ、キャンプ初日のミーティングで冒頭から槍玉に上げられた。野村のミーティングを実際に聞いてみたら「話がうまいから聞き入っちゃうんです。たしかに練習の後だから眠くなることもありましたが本当に面白かった。時間も集中力が持つ1時間と決めて、必要以上にはやらない。解説者になってからミーティングで言われたことは役に立っていますね」と語っている。
1990年から2年連続して野村は内藤を開幕投手に起用している。同年に開幕戦として行われた4月7日の巨人戦（東京D）では1失点の好投で3-1で迎えた8回一死二塁の場面で篠塚利夫と対戦し、篠塚が放ったライトポールぎりぎりの打球が1塁塁審の大里晴信によって本塁打と判定。一気に同点となり、内藤はマウンドでうずくまったが、ヤクルトは延長戦の末に敗れた。この判定は当時、明らかな誤審ではないかと大きな話題になっている。同年は投手ながら打撃センスの良さを見せ、同15日の大洋戦（横浜）では遠藤一彦からの左翼席へ飛び込む決勝3ラン本塁打を打ち込み、次の登板試合となった[あ同19日の阪神戦（神宮）では一打席目に野田浩司からソロ本塁打を浴びせて2打席連続本塁打を記録。通算は3本塁打で、その内の2本は同年に放った。千葉マリンスタジアム最初の公式戦となった1991年5月25日の中日戦で先発し、同球場初の勝利投手となった。2年連続開幕投手に指名された1991年から毎年先発・中継ぎ・抑えと全ての場面で起用されていた事による勤続疲労で故障がちになりだす。
1992年も先発に抑えにとこなしていたが、シーズン途中に戦線離脱。チームは14年ぶりリーグ制覇したが、西武との日本シリーズには登板できなかった。
1993年9月2日に行われた中日戦（ナゴヤ）では、延長15回裏に無死満塁のピンチからクリーンアップトリオのアロンゾ・パウエル、落合博満、彦野利勝を三者三振に斬って取り、引き分け再試合に持ち込んだ。内藤本人や古田らは｢江夏の21球｣にあやかって、「ギャオスの16球」と呼んでいる。この年の優勝争いは中日とのマッチレースで、前日の直接対決で敗れて首位奪回されていただけに、同年のヤクルト優勝にとっては重要なターニングポイントとなった。
1994年には一軍定着後初めて未勝利でシーズンを終える。同年オフに青柳進との交換トレードで千葉ロッテマリーンズへ移籍した。
1995年は開幕してすぐに先発ローテーションに入り、この時期は先発投手になかなか勝ちがつかないチームの中、1ヶ月強で先発で3勝を挙げるがまたしても怪我で戦線離脱した。
1996年シーズン途中に与田剛・吉鶴憲治との2対2の交換トレードで、森廣二とともに地元の中日に移籍するも故障は癒えず。
1997年に29歳で現役を引退。2度のリーグ優勝を経験しながら、日本シリーズは未登板で選手生活を終えたが、偵察要員として出場歴がある。

### 引退後
引退後はラジオ日本（1998年 - ）・J SPORTS野球解説者を務めるほか、キャラクターを生かしたタレントとしても活動を行い、台湾のテレビにも出演している。2007年から2008年にはメ～テレでもゲスト解説を務め、この時以来地上波の野球中継には出演していない。プロ野球マスターズリーグでは名古屋80D'sersに所属し、2006年 - 2007年シーズンで優勝した際の記念撮影では上半身裸になっていた。また、2006年に同チームが中日ドラゴンズのファン感謝デーでエキシビションゲームを行なった際、福留孝介に本塁打を浴びている。
2012年に中日の監督が髙木守道となり、コーチ就任が発表された川又米利の後任として中京テレビ「SPORTS STADIUM」に出演。
2013年からは新潟アルビレックス・ベースボール・クラブ監督に就任。登録名はギャオス内藤、背番号は現役当時に付けていたうちの1つである24に決まった。前年高津臣吾監督が率いて初の日本一を達成したチームの中この年も前後期を連覇し、年間勝率.765は2019年までリーグの最高記録だった。しかしリーグチャンピオンシップでは石川に0勝3敗で敗退。
2014年、前半二位に終わり半期の連覇は4でストップしたが後期は2期ぶりに優勝を達成。しかしこの年も地区チャンピオンシップで群馬に敗退、シーズン終了後に監督退任が発表された。監督退任後も「ギャンバサダー」（PR大使）として新潟球団との関わりを保っており、始球式などのイベントに来場している。
2016年5月からクラブチーム・BBCスカイホークス（現：GXAスカイホークス）特別投手コーチに就任するが、内藤は学生指導資格を回復していないため、所属する学生選手に直接指導は行えない。
上記の指導者就任後も、解説者活動は継続して行っている。

## 選手としての特徴
球速は140km前後だが球威があり、低めへのコントロールがピッチングの生命線。決め球はスライダー、フォーク。本人の言による『ズライダー』（タイミングをズらすスライダー、抜けスラ）で緩急をつけてカウントを整え、三振を狙う事も出来た。現役時は常に綺麗なストレートを投げようと試みていたが、ストレートはシュート回転する癖球であった。

## 人物
- 現役時代、好投した後のヒーローインタビューで「最後に一言」の問いかけに「全国のおばあちゃん。見てますか」と答えていた。

- 『野球狂のネタ4』（関西テレビ）（2002年12月千葉マリン改修中にロケ）に出演した際、自身がギャオスと呼ばれた理由について語り、さらに過去のヤクルト投手（岡林洋一、乱橋幸仁）の投球フォームの真似を披露すると、出演者のますだおかだ、升毅、佐野慈紀らから爆笑を取った。愛称の由来については「アニマル・レスリーのパクりやん」と出演者に突っ込まれた。

- 2012年11月19日にアイランドタワークリニックで薄毛治療のため自毛植毛を行う。

- 内藤の野球解説について、野球解説者の里崎智也からは「現役時代から解説を聞いてイラッとしていた」「自分がされて嫌な解説はしないようにしてます」と抽象的な解説に苦言を呈されている[15]。

### スポーツマンNo.1決定戦
現役時代の1995年、TBS『最強の男は誰だ!壮絶筋肉バトル!!スポーツマンNo.1決定戦』に出場。POWER FORCEで種目別No.1を獲得。
現役引退後には芸能人サバイバルバトルに出場。第7回大会に出場し、BEACH FLAGS 1回戦敗退、MONSTER BOX 13段、QUICK MUSCLE 18回（記録を残した選手の中では最下位）と、前半の種目では大苦戦を強いられていたが、TAIL IMPOSSIBLEでは、第1レースを1位でフィニッシュし、第3レースでは宮下直紀の猛追を逃げ切り最終レース進出。最終レースでは水内猛に周回遅れにされるも、水内、照英に次いで3位の成績を残した。POWER FORCEでは1回戦で坂口憲二に勝利し、2回戦では水内を相手にTAIL IMPOSSIBLEの借りを返した。準決勝では工藤順一郎、決勝ではケイン・コスギと相対した4人に全て秒殺で勝利し、ケインに勝利した後のインタビューでは「ケインと対戦がしたかったのでね～。できて良かったです!」と大興奮だった。後半2種目で上位の成績を残し、暫定総合4位で最終種目進出。SHOT-GUN-TOUCHでは3回全ての試技で11m30cmを選択し、3回目は失敗に終わったものの、1・2回目を成功し、最終順位は4位となった。

## 詳細情報

### 年度別投手成績
| 年 度      | 球 団      | 登 板 | 先 発 | 完 投 | 完 封 | 無 四 球 | 勝 利 | 敗 戦 | セ 丨 ブ | ホ 丨 ル ド | 勝 率 | 打 者 | 投 球 回 | 被 安 打 | 被 本 塁 打 | 与 四 球 | 敬 遠 | 与 死 球 | 奪 三 振 | 暴 投 | ボ 丨 ク | 失 点 | 自 責 点 | 防 御 率 | W H I P |
| ---------- | ---------- | ----- | ----- | ----- | ----- | -------- | ----- | ----- | -------- | ----------- | ----- | ----- | -------- | -------- | ----------- | -------- | ----- | -------- | -------- | ----- | -------- | ----- | -------- | -------- | ------- |
| 1987       | ヤクルト   | 3     | 0     | 0     | 0     | 0        | 0     | 0     | 0        | --          | ----  | 19    | 2.2      | 6        | 1           | 3        | 0     | 1        | 3        | 0     | 0        | 8     | 6        | 20.25    | 3.38    |
| 1988       | ヤクルト   | 22    | 3     | 0     | 0     | 0        | 2     | 1     | 0        | --          | .667  | 191   | 48.1     | 35       | 2           | 17       | 4     | 0        | 31       | 2     | 0        | 14    | 11       | 2.05     | 1.08    |
| 1989       | ヤクルト   | 41    | 15    | 3     | 2     | 2        | 12    | 5     | 8        | --          | .706  | 649   | 163.0    | 141      | 17          | 44       | 6     | 0        | 97       | 6     | 0        | 53    | 51       | 2.82     | 1.13    |
| 1990       | ヤクルト   | 28    | 12    | 5     | 1     | 0        | 10    | 8     | 6        | --          | .556  | 564   | 132.1    | 122      | 14          | 47       | 6     | 3        | 109      | 0     | 1        | 65    | 60       | 4.08     | 1.28    |
| 1991       | ヤクルト   | 18    | 11    | 1     | 0     | 0        | 3     | 6     | 1        | --          | .333  | 339   | 76.0     | 75       | 12          | 45       | 1     | 1        | 57       | 2     | 0        | 49    | 47       | 5.57     | 1.58    |
| 1992       | ヤクルト   | 35    | 3     | 1     | 0     | 0        | 5     | 6     | 10       | --          | .455  | 304   | 71.0     | 64       | 9           | 33       | 3     | 0        | 53       | 2     | 0        | 32    | 28       | 3.55     | 1.37    |
| 1993       | ヤクルト   | 17    | 0     | 0     | 0     | 0        | 1     | 0     | 1        | --          | 1.000 | 125   | 29.0     | 31       | 4           | 6        | 0     | 0        | 32       | 2     | 0        | 15    | 11       | 3.41     | 1.28    |
| 1994       | ヤクルト   | 12    | 0     | 0     | 0     | 0        | 0     | 1     | 0        | --          | .000  | 94    | 21.2     | 22       | 2           | 8        | 0     | 0        | 22       | 2     | 0        | 14    | 12       | 4.98     | 1.38    |
| 1995       | ロッテ     | 9     | 7     | 0     | 0     | 0        | 3     | 1     | 0        | --          | .750  | 178   | 42.1     | 34       | 7           | 20       | 0     | 2        | 38       | 3     | 0        | 24    | 23       | 4.89     | 1.28    |
| 1996       | ロッテ     | 4     | 2     | 0     | 0     | 0        | 0     | 0     | 0        | --          | ----  | 45    | 10.0     | 12       | 1           | 4        | 0     | 1        | 8        | 0     | 0        | 7     | 7        | 6.30     | 1.60    |
| 1996       | 中日       | 4     | 1     | 0     | 0     | 0        | 0     | 1     | 0        | --          | .000  | 35    | 7.1      | 10       | 2           | 4        | 0     | 0        | 4        | 0     | 0        | 9     | 9        | 11.05    | 1.91    |
| '96計      | 中日       | 8     | 3     | 0     | 0     | 0        | 0     | 1     | 0        | --          | .000  | 80    | 17.1     | 22       | 3           | 8        | 0     | 1        | 12       | 0     | 0        | 16    | 16       | 8.31     | 1.73    |
| 1997       | 中日       | 2     | 0     | 0     | 0     | 0        | 0     | 0     | 0        | --          | ----  | 4     | 0.1      | 1        | 0           | 2        | 0     | 0        | 0        | 0     | 0        | 1     | 1        | 27.00    | 9.00    |
| 通算：11年 | 通算：11年 | 195   | 54    | 10    | 3     | 2        | 36    | 29    | 26       | --          | .554  | 2547  | 604.0    | 553      | 71          | 233      | 20    | 8        | 454      | 19    | 1        | 291   | 266      | 3.96     | 1.30    |

### 記録
初記録
- 初登板：1987年4月14日、対読売ジャイアンツ1回戦（明治神宮野球場）、8回表から3番手で救援登板、1/3回4失点
- 初勝利：1988年8月19日、対阪神タイガース14回戦（明治神宮野球場）、3回表から3番手で救援登板、5回無失点
- 初安打：同上、5回裏に久保康生から単打
- 初先発登板：1988年8月31日、対阪神タイガース18回戦（阪神甲子園球場）、2回2/3を2失点で勝敗つかず
- 初先発勝利：1988年10月9日、対阪神タイガース24回戦（阪神甲子園球場）、8回0/3を4失点
- 初完投・初完封：1989年4月16日、対横浜大洋ホエールズ3回戦（水戸市民球場）
- 初セーブ：1989年5月31日、対阪神タイガース6回戦（明治神宮野球場）、7回表無死から3番手で救援登板・完了、3回3失点
- 初本塁打：1990年4月15日、対横浜大洋ホエールズ2回戦（横浜スタジアム）、11回表に遠藤一彦から3ラン

その他の記録
- オールスターゲーム出場：1回 （1989年） ※1990年も選出されるも出場辞退[16]

### 背番号
- 53（1987年 - 1988年）
- 24（1989年 - 1994年、2013年 - 2014年）
- 29（1995年 - 1996年）
- 63（1997年）

### 登録名
- 内藤 尚行 （ないとう なおゆき、1987年 - 1997年）
- ギャオス内藤 （ぎゃおすないとう、2013年 - 2014年）

## 出演

### 現在の出演番組
- ラジオ日本ジャイアンツナイター（RFラジオ日本） - JRN系列のビジター側各局向けの受託制作中継の担当も多い。かつては雨傘番組の『ジャイアンツ プライド』も担当していた。
- J SPORTS STADIUM（東北楽天戦などに出演するほか、不定期でセ・リーグの試合も解説を担当する）

### 過去の出演番組
- 居酒屋ギャオス亭（RFラジオ日本、2004年度オフまで）
- 甦る記憶・酋長になった野球選手を訪ねて（旅チャンネル）
- 宇津雄一の宇宙一ラジオ（オンエアーステーション、2009年07月20日）
- スポーツスタジアム（CTV）
- THE独占サンデー（NTV）
- 野球好きニュース（J SPORTS）
- 72時間ホンネテレビ（2017年11月、AbemaTV）早朝男だらけのインスタ映えばえ大運動会

### CM
- 株式会社市川工務店 - 山梨県の建設会社（ラジオCMなど）

### 映画
- ダイヤモンド（オールインエンタテインメント、2013年8月3日公開）[17]

### テレビドラマ
- 恋学（MXテレビ、2024年12月30日 - 31日、全5話） - 大塚良太 役